# Liste der österreichischen Meister in der Nordischen Kombination

Logo des Österreichischen Skiverbands

Die Liste der österreichischen Meister in der Nordischen Kombination gibt die Sieger sowie die Zweit- und Drittplatzierten in der Nordischen Kombination bei österreichischen Meisterschaften seit Einführung der Disziplinenwertung im Jahr 1947 wieder. Die bisher letzten österreichischen Staatsmeisterschaften im Winter fanden am 22. Januar 2001 in Stams im Sprint statt. Seitdem finden die Wettkämpfe im Sommer statt.
Für die Zeit davor siehe die Seite Liste der österreichischen Ski-Meister.

## Wettbewerbe

### Männer
| Jahr | Austragungsort                                | Disziplin                                    | Meister                                     | Vize                                    | Dritter                                       |
| ---- | --------------------------------------------- | -------------------------------------------- | ------------------------------------------- | --------------------------------------- | --------------------------------------------- |
| 1947 | Tschagguns                                    | Gundersen                                    | Josef Gstrein                               | Paul Haswanter                          | Josef Bradl                                   |
| 1948 | Bad Hofgastein                                | Einzel                                       | Josef Gstrein                               | Hans Eder                               | Paul Haslwanter                               |
| 1949 | Villach                                       | Einzel                                       | Josef Gstrein                               | Hans Eder                               | Paul Haslwanter                               |
| 1950 | Bad Aussee                                    | Einzel                                       | Hans Eder                                   | Josef Schneeberger                      | Hubert Hammerschmidt                          |
| 1951 | Windischgarsten                               | Einzel                                       | Hans Eder                                   | Peter Radacher jun.                     | Josef Schneeberger                            |
| 1952 | Semmering                                     | Einzel                                       | Hans Eder                                   | Josef Schiffner                         | Leopold Kohl                                  |
| 1953 | Innsbruck/Igls                                | Einzel                                       | Josef Schiffner                             | Peter Radacher jun.                     | Moser (Alois Moser ?)                         |
| 1954 | Bad Hofgastein                                | Einzel                                       | Leopold Kohl                                | Wilhelm Egger                           | Alois Schafflinger                            |
| 1955 | Semmering                                     | Einzel                                       | Josef Bradl                                 | Leopold Kohl                            | Wilhelm Egger                                 |
| 1956 | Lienz                                         | Einzel                                       | Josef Schiffner                             | Wilhelm Egger                           | Leopold Kohl                                  |
| 1957 | Schruns                                       | Einzel                                       | Alois Leodolter                             | Leopold Kohl                            | Wilhelm Egger                                 |
| 1958 | Aflenz                                        | Einzel                                       | Alois Leodolter                             | Wilhelm Egger                           | Leopold Kohl                                  |
| 1959 | Wörgl                                         | Einzel                                       | Alois Leodolter                             | Wilhelm Egger                           | Klaus Fichtner                                |
| 1960 | Saalfelden                                    | Einzel                                       | Alois Leodolter                             | Leopold Kohl                            | Wilhelm Egger                                 |
| 1961 | Lienz                                         | Einzel                                       | Wilhelm Köstinger jun.                      | Waldemar Heigenhauser                   | Alois Leodolter                               |
| 1962 | Bad Goisern                                   | Einzel                                       | Wilhelm Köstinger jun.                      | Waldemar Heigenhauser                   | Franz Scherübel                               |
| 1963 | Murau                                         | Einzel                                       | Wilhelm Köstinger jun.                      | Waldemar Heigenhauser                   | Franz Scherübel                               |
| 1964 | Feldkirchen in Kärnten                        | Einzel                                       | Franz Scherübel                             | Fritz Ofner                             | Dieter Janz (Villach), geb. 28. Dezember 1936 |
| 1965 | Breitenwang                                   | Einzel                                       | Waldemar Heigenhauser                       | Wilhelm Köstinger jun.                  | Franz Scherübel                               |
| 1966 | Villach                                       | Einzel                                       | Wilhelm Köstinger jun.                      | Waldemar Heigenhauser                   | Helmut Voggenberger                           |
| 1967 | Gosau                                         | Einzel                                       | Waldemar Heigenhauser                       | Helmut Voggenberger                     | Franz Salhofer                                |
| 1968 | Semmering                                     | Einzel                                       | Franz Salhofer                              | Udo Albl                                | Fritz Ofner                                   |
| 1969 | Schwarzach im Pongau                          | Einzel                                       | Ulli Öhlböck                                | Herbert Schwendinger                    | Walter Sailer                                 |
| 1970 | Bad Aussee                                    | Einzel                                       | Ulli Öhlböck                                | Walter Sailer                           | Siegfried Empl                                |
| 1971 | Andelsbuch                                    | Einzel                                       | Uli Öhlböck                                 | Walter Sailer                           | Herbert Schwendinger                          |
| 1972 | Feldkirchen in Kärnten                        | Einzel                                       | Walter Sailer                               | Franz Salhofer                          | Günther Lix                                   |
| 1973 | Seefeld                                       | Einzel                                       | Ulli Öhlböck                                | Walter Sailer                           | Josef Freilinger                              |
| 1974 | Feldkirchen in Kärnten                        | Einzel                                       | Gerhard Beck                                | Walter Sailer                           | Hagen Macheiner                               |
| 1975 | Andelsbuch                                    | Einzel                                       | Rudolf Wanner                               | Alois Eberharter                        | Gerhard Beck                                  |
| 1976 | Bad Goisern                                   | Einzel                                       | Rudolf Wanner                               | Alois Eberharter                        | Klaus Fichtner                                |
| 1977 | Schwarzach im Pongau                          | Einzel                                       | Fritz Koch                                  | Alois Eberharter                        | Siegfried Dockner                             |
| 1978 | Wörgl                                         | Einzel                                       | Fritz Koch                                  | Alois Eberharter                        | Richard Kirchler                              |
| 1979 | Andelsbuch                                    | Einzel                                       | Fritz Koch                                  | Alois Eberharter                        | Rudolf Janach                                 |
| 1980 | Villach                                       | Einzel                                       | Michael Egger                               | Fritz Koch                              | Eduard Roth                                   |
| 1981 | Bad Goisern                                   | Einzel                                       | Michael Egger                               | Alois Eberharter                        | Richard Zabukovsek                            |
| 1982 | Absam                                         | Einzel                                       | Alois Eberharter                            | Richard Kirchler                        | Richard Zabukovsek                            |
| 1983 | Admont / Hall in Tirol                        | Einzel                                       | Fritz Koch                                  | Franz Reiter                            | Alois Eberharter                              |
| 1984 | Feldkirchen in Kärnten                        | Einzel                                       | Fritz Koch                                  | Toni Innauer                            | Günther Vettori                               |
| 1985 | Schwarzach im Pongau                          | Einzel                                       | Werner Schwarz                              | Alois Eberharter                        | Günther Vettori                               |
| 1986 | Breitenwang                                   | Einzel                                       | Michael Flaschberger                        | Klaus Sulzenbacher                      | Günther Vettori                               |
| 1987 | Saalfelden                                    | Einzel                                       | Klaus Sulzenbacher                          | Günter Csar                             | Hansjörg Aschenwald                           |
| 1988 | Murau                                         | Einzel                                       | Klaus Sulzenbacher                          | Günter Csar                             | Hansjörg Aschenwald                           |
| 1989 | St. Ägid                                      | Einzel                                       | Klaus Sulzenbacher                          | Günter Csar                             | Markus Platzer                                |
| 1990 | Kleinwalsertal                                | Einzel                                       | Klaus Sulzenbacher                          | Günter Csar                             | Klaus Ofner                                   |
| 1991 | ?                                             | Einzel                                       | Klaus Sulzenbacher                          | Klaus Ofner                             | Günter Csar                                   |
| 1992 | Villach                                       | Einzel                                       | Klaus Sulzenbacher                          | Klaus Ofner                             | Günter Csar                                   |
| 1993 | Seefeld                                       | Einzel                                       | Klaus Ofner                                 | Robert Stadelmann                       | Felix Gottwald                                |
| 1994 | Villach                                       | Einzel                                       | Robert Stadelmann                           | Günter Csar                             | Klaus Ofner                                   |
| 1995 | Stams                                         | Einzel                                       | Klaus Ofner                                 | Georg Riedelsperger                     | Georg Hettegger                               |
| 1996 | Schwarzach im Pongau                          | Einzel                                       | Robert Stadelmann                           | Georg Riedelsperger                     | Georg Hettegger                               |
| 1997 | Stams Bad Goisern                             | Sprint Einzel                                | Christoph Eugen Robert Stadelmann           | Robert Stadelmann Felix Gottwald        | Felix Gottwald Christoph Eugen                |
| 1998 | Murau Eisenerz                                | Sprint Einzel                                | Christoph Bieler Mario Stecher              | Mario Stecher Christoph Eugen           | Felix Gottwald                                |
| 1999 | Stams Saalfelden                              | Sprint Einzel                                | Michael Gruber Mario Stecher                | Christian Kaltenhauser Christoph Bieler | Bernhard Gruber Christoph Eugen               |
| 2000 | Andelsbuch                                    | Einzel                                       | Mario Stecher                               | Christoph Bieler                        | Christoph Eugen                               |
| 2001 | Stams Villach                                 | Sprint Einzel                                | Mario Stecher Michael Gruber                | Christoph Bieler Mario Stecher          | Felix Gottwald                                |
| 2002 | Ramsau Stams                                  | Sprint Einzel                                | Felix Gottwald Mario Stecher                | Michael Gruber Felix Gottwald           | Wilhelm Denifl Christoph Bieler               |
| 2003 | Villach                                       | NS/15 km                                     | Felix Gottwald                              | Mario Stecher                           | Christoph Eugen                               |
| 2004 | Ramsau Innsbruck                              | NS/15 km GS/Sprint                           | Christoph Bieler Felix Gottwald             | Felix Gottwald Michael Gruber           | Michael Gruber Christoph Bieler               |
| 2005 | Bischofshofen                                 | Gundersen Sprint                             | Mario Stecher                               | Michael Gruber                          | Christoph Bieler                              |
| 2006 | Stams Innsbruck                               | 15 km Sprint                                 | Felix Gottwald                              | Christoph Bieler Mario Stecher          | Mario Stecher Christoph Bieler                |
| 2007 | Ramsau Bischofshofen                          | 15 km Sprint                                 | Christoph Bieler Mario Stecher              | Lukas Klapfer Christoph Bieler          | Felix Gottwald                                |
| 2008 | Oberstdorf (Deutschland)                      | Massenstart Sprint                           | David Kreiner Mario Stecher                 | Christoph Bieler David Kreiner          | Bernhard Gruber Christoph Bieler              |
| 2008 | Villach Bischofshofen Eisenerz                | Massenstart Sprint 5 km 10 km                | Christoph Bieler David Kreiner Matija Druml | David Kreiner Lukas Klapfer ?           | Lukas Klapfer Wilhelm Denifl ?                |
| 2009 | Stams Innsbruck                               | Normalschanze Großschanze                    | Mario Stecher David Kreiner                 | Felix Gottwald                          | Christoph Bieler Bernhard Gruber              |
| 2010 | Hinzenbach Bischofshofen                      | Normalsch./Rollerski Großsch./Rollerski      | Felix Gottwald Mario Stecher                | Mario Stecher Felix Gottwald            | Christoph Bieler                              |
| 2011 | Bischofshofen / Ramsau Bischofshofen / Ramsau | NS/Gund. 10 km GS/Gund. 6 km                 | – (abgesagt) Mario Seidl                    | - Lukas Klapfer                         | - Bernhard Gruber                             |
| 2012 | Villach Bischofshofen                         | Normalsch./Rollerski Großsch./Rollerski      | Mario Stecher                               | Mario Seidl Bernhard Gruber             | Bernhard Gruber Mario Seidl                   |
| 2013 | Stams / Seefeld Innsbruck / Fulpmes           | Normalschanze Großschanze                    | Christoph Bieler                            | Harald Lemmerer Mario Seidl             | Mario Seidl David Pommer                      |
| 2014 | Tschagguns / Innsbruck / Seefeld              | Normalschanze Großschanze                    | Bernhard Gruber                             | Bernhard Flaschberger Harald Lemmerer   | Lukas Greiderer Alexander Brandner            |
| 2015 | Villach Bischofshofen / Villach               | Normalsch./Rollerski Großsch./Rollerski      | Philipp Orter Mario Seidl                   | Mario Seidl Bernhard Gruber             | Bernhard Gruber Philipp Orter                 |
| 2016 | Eisenerz Bischofshofen                        | Normalsch./Rollerski Großsch./Rollerski      | Franz-Josef Rehrl Mario Seidl               | Mario Seidl David Pommer                | David Pommer Franz-Josef Rehrl                |
| 2017 | Villach Bischofshofen                         | Normalsch./Rollerski Großsch./Rollerski      | Mario Seidl                                 | Philipp Orter Bernhard Gruber           | Martin Fritz Philipp Orter                    |
| 2018 | Hinzenbach Bischofshofen                      | Normalsch./Rollerski Großsch./Rollerski      | Mario Seidl                                 | Bernhard Gruber Franz-Josef Rehrl       | Franz-Josef Rehrl Lukas Greiderer             |
| 2019 | Tschagguns                                    | Normalsch./Rollerski                         | Bernhard Gruber                             | Martin Fritz                            | Franz-Josef Rehrl                             |
| 2020 | Eisenerz Bischofshofen                        | Normalsch./Rollerski Großsch./Berg-Rollerski | Franz-Josef Rehrl Lukas Greiderer           | Thomas Jöbstl                           | Lukas Greiderer Franz-Josef Rehrl             |
| 2021 | Stams Innsbruck                               | Normalsch./Rollerski Großsch./Rollerski      | Mario Seidl                                 | Johannes Lamparter                      | Martin Fritz Stefan Rettenegger               |
| 2022 | Ramsau Bischofshofen                          | Normalsch./Rollerski Großsch./Rollerski      | Franz-Josef Rehrl                           | Johannes Lamparter Mario Seidl          | Martin Fritz Johannes Lamparter               |
| 2023 | Hinzenbach Bischofshofen                      | Normalsch./Compact Großsch./Massenstart      | Fabio Obermeyr Johannes Lamparter           | Martin Fritz Franz-Josef Rehrl          | Stefan Rettenegger Thomas Rettenegger         |
| 2024 | Eisenerz Bischofshofen                        | Normalsch./Gundersen Großsch./Massenstart    | Stefan Rettenegger Thomas Rettenegger       | Franz-Josef Rehrl Martin Fritz          | Manuel Einkemmer Lukas Greiderer              |

### Frauen
| Jahr | Austragungsort | Disziplin            | Meisterin        | Vize            | Dritte              |
| ---- | -------------- | -------------------- | ---------------- | --------------- | ------------------- |
| 2019 | Tschagguns     | Normalsch./Rollerski | Lisa Hirner      | Johanna Bassani | Sigrun Kleinrath    |
| 2020 | Eisenerz       | Normalsch./Rollerski | Sigrun Kleinrath | Annalena Slamik | Claudia Purker      |
| 2021 | Stams          | Normalsch./Rollerski | Lisa Hirner      | Eva Hubinger    | Marit Weichselbraun |
| 2022 | Ramsau         | Normalsch./Rollerski | Lisa Hirner      | Annalena Slamik | Eva Hubinger        |
| 2023 | Hinzenbach     | Normalsch./Rollerski | Claudia Purker   | Laura Pletz     | Lisa Hirner         |
| 2024 | Eisenerz       | Normalsch./Rollerski | Lisa Hirner      | Claudia Purker  | Katharina Gruber    |

## Rekordmeister und Medaillensammler
Der Rekordgewinner an Österreichischen Staatsmeistertiteln in der Nordischen Kombination ist der Eisenerzer Mario Stecher mit 13 Titelgewinnen im Zeitraum von 1998 bis 2013. Mit neun Staatsmeistertiteln folgt ihm der St. Veiter Mario Seidl, dahinter rangieren der Saalfeldner Felix Gottwald und der Kitzbüheler Klaus Sulzenbacher mit jeweils sechs Meistertiteln. Nach Anzahl der gewonnenen Medaillen steht Christoph Bieler aus Hall in Tirol mit 21 Medaillen auf dem ersten Platz. Ihm folgen Felix Gottwald mit 20 und Mario Stecher mit 19 Medaillen.
| Rekordmeister | Rekordmeister          | Rekordmeister | Rekordmeister | Rekordmeister | Rekordmeister | Rekordmeister |
| Platz         | Sportler               | Gold          | Silber        | Bronze        | Gesamt        | Zeitraum      |
| ------------- | ---------------------- | ------------- | ------------- | ------------- | ------------- | ------------- |
| 1             | Mario Stecher          | 13            | 5             | 1             | 19            | 1998–2013     |
| 2             | Mario Seidl            | 9             | 5             | 2             | 16            | 2012–2022     |
| 3             | Felix Gottwald         | 6             | 6             | 8             | 20            | 1999–2011     |
| 4             | Klaus Sulzenbacher     | 6             | 1             | 0             | 7             | 1987–1992     |
| 5             | Christoph Bieler       | 5             | 6             | 10            | 21            | 1998–2014     |
| 6             | Fritz Koch             | 5             | 1             | 0             | 6             | 1977–1984     |
| 7             | Franz-Josef Rehrl      | 4             | 3             | 4             | 11            | 2016–2024     |
| 8             | Wilhelm Köstinger jun. | 4             | 1             | 0             | 5             | 1961–1966     |
| 9             | Alois Leodolter        | 4             | 0             | 1             | 5             | 1957–1961     |
| 10            | Uli Öhlböck            | 4             | 0             | 0             | 4             | 1969–1973     |

| Medaillensammler | Medaillensammler   | Medaillensammler | Medaillensammler | Medaillensammler | Medaillensammler | Medaillensammler |
| Platz            | Sportler           | Gold             | Silber           | Bronze           | Gesamt           | Zeitraum         |
| ---------------- | ------------------ | ---------------- | ---------------- | ---------------- | ---------------- | ---------------- |
| 1                | Christoph Bieler   | 5                | 6                | 10               | 21               | 1998–2014        |
| 2                | Felix Gottwald     | 6                | 6                | 8                | 20               | 1999–2011        |
| 3                | Mario Stecher      | 13               | 5                | 1                | 19               | 1998–2013        |
| 4                | Mario Seidl        | 9                | 5                | 2                | 16               | 2012–2022        |
| 5                | Bernhard Gruber    | 3                | 4                | 6                | 13               | 1999–2019        |
| 6                | Franz-Josef Rehrl  | 4                | 3                | 4                | 11               | 2016–2024        |
| 7                | Alois Eberharter   | 1                | 7                | 1                | 9                | 1975–1985        |
| 8                | Klaus Sulzenbacher | 6                | 1                | 0                | 7                | 1987–1992        |
| 9                | Michael Gruber     | 2                | 4                | 1                | 7                | 1999–2006        |
| 10               | Leopold Kohl       | 1                | 3                | 3                | 7                | 1952–1960        |

Die Rekordgewinnerinnen an Österreichischen Staatsmeistertiteln in der Nordischen Kombination ist die Leobenerin Lisa Hirner mit vier Titelgewinnen im Zeitraum von 2019 bis 2024.
| Meiste Titel | Meiste Titel     | Meiste Titel | Meiste Titel | Meiste Titel | Meiste Titel | Meiste Titel |
| Platz        | Sportler         | Gold         | Silber       | Bronze       | Gesamt       | Zeitraum     |
| ------------ | ---------------- | ------------ | ------------ | ------------ | ------------ | ------------ |
| 1            | Lisa Hirner      | 4            | 0            | 1            | 5            | 2019–2024    |
| 2            | Claudia Purker   | 1            | 1            | 1            | 3            | 2020–2024    |
| 3            | Sigrun Kleinrath | 1            | 0            | 1            | 2            | 2019–2020    |

| Meiste Medaillen | Meiste Medaillen | Meiste Medaillen | Meiste Medaillen | Meiste Medaillen | Meiste Medaillen | Meiste Medaillen |
| Platz            | Sportler         | Gold             | Silber           | Bronze           | Gesamt           | Zeitraum         |
| ---------------- | ---------------- | ---------------- | ---------------- | ---------------- | ---------------- | ---------------- |
| 1                | Lisa Hirner      | 4                | 0                | 1                | 5                | 2019–2024        |
| 2                | Claudia Purker   | 1                | 1                | 1                | 3                | 2020–2024        |

Stand: 29. November 2024.